# Steve Dubinsky
Steven Dubinsky (* 9. Juli 1970 in Montreal, Québec) ist ein ehemaliger kanadischer Eishockeyspieler, der im Verlauf seiner aktiven Karriere zwischen 1989 und 2003 unter anderem 385 Spiele für die Chicago Blackhawks, Calgary Flames, Nashville Predators und St. Louis Blues in der National Hockey League (NHL) auf der Position des Centers bestritten hat. Zudem absolvierte Dubinsky über 280 Spiele in den Minor Leagues American Hockey League (AHL) und International Hockey League (IHL).

## Karriere
Dubinsky verbrachte seine Juniorenzeit – entgegen dem Großteil der kanadischen Juniorenspieler – an einer Universität in den Vereinigten Staaten. Zwischen 1989 und 1993 studierte der Stürmer an der Clarkson University im Bundesstaat New York und spielte dazu parallel für die Universitätsmannschaft, die Golden Knights, in der ECAC Hockey, einer Division im Spielbetrieb der National Collegiate Athletic Association (NCAA). Während dieser Zeit gewann er mit dem Team in den Jahren 1991 und 1993 die Divisionsmeisterschaft der ECAC. Zudem wurde der Defensivangreifer bereits nach seinem ersten Jahr im NHL Entry Draft 1990 in der elften Runde an 226. Stelle von den Chicago Blackhawks aus der National Hockey League (NHL) ausgewählt worden. Binnen der vier Jahre am College konnte sich Dubinsky von zunächst 17 Scorerpunkten auf einen Bestwert von 55 Punkten in seinem dritten Jahr steigern. Sein letztes Jahr an der Universität beendete er mit 44 Punkten.
Zur Spielzeit 1993/94 hatte der Kanadier sein Studium abgeschlossen und war von den Blackhawks unter Vertrag genommen worden. Es dauerte allerdings bis zum Beginn seiner fünften Saison bei den Profis, ehe er sich in der NHL und im Kader Chicagos etablieren konnte. Zuvor war er in den vier Jahren zwischen 1993 und 1997 stets zwischen dem NHL-Kader der Blackhawks und dem des Farmteams, den Indianapolis Ice, in der International Hockey League (IHL) gependelt. Die meisten seiner bis dato 91 NHL-Spiele hatte er in der Saison 1995/96 mit 43 absolviert. Der Durchbruch gelang Dubinsky schließlich im Spieljahr 1997/98, als er alle 82 Saisonspiele für Chicago bestritt und dabei zudem eine persönliche Bestmarke von 18 Scorerpunkten aufstellte. Dennoch konnte der Mittelstürmer seinen Aufstieg nicht in der Windy City fortsetzen, da er Ende Oktober 1998 gemeinsam mit Jeff Shantz und im Austausch für Marty McInnis, Jamie Allison und Erik Andersson zu den Calgary Flames transferiert wurde. Dort verbrachte Dubinsky zwei Spielzeiten, verpasste allerdings große Teile der Millenniumssaison 1999/2000, da er aufgrund einer Knieverletzung nur 23 Spiele bestritt.
Nach den zwei Spielzeiten in der Olympiastadt von 1988 begannen für Dubinsky unstete Jahre. Als Free Agent kehrte er im August 2000 zunächst zu den Chicago Blackhawks zurück. Dort gehörte er zwar weiterhin hauptsächlich zum Personal des Stammkaders, fand sich aber auch immer wieder in der AHL beim damaligen Kooperationspartner Norfolk Admirals wieder. Im Februar 2002 wechselte er via Transfer zu den Nashville Predators, nachdem er im Saisonverlauf bereits bei deren Farmteam Milwaukee Admirals in 36 Partien auf dem Eis gestanden hatte. Für Nashville kam er bis zum Saisonende 26-mal zum Einsatz. In der Sommerpause schloss er sich dann – erneut als Free Agent – den St. Louis Blues an. In seinem letzten NHL-Jahr kam er zu 28 Einsätzen für die Blues, bevor seine Saison aufgrund einer Gehirnerschütterung im Februar 2003 vorzeitig endete. Der 32-Jährige kehrte in der Folge nicht wieder aufs Eis zurück und beendete schließlich seine aktive Karriere.

## Erfolge und Auszeichnungen
- 1991 Whitelaw-Cup-Gewinn mit der Clarkson University
- 1993 Whitelaw-Cup-Gewinn mit der Clarkson University

## Karrierestatistik
(Legende zur Spielerstatistik: Sp oder GP = absolvierte Spiele; T oder G = erzielte Tore; V oder A = erzielte Assists; Pkt oder Pts = erzielte Scorerpunkte; SM oder PIM = erhaltene Strafminuten; +/− = Plus/Minus-Bilanz; PP = erzielte Überzahltore; SH = erzielte Unterzahltore; GW = erzielte Siegtore; 1 Play-downs/Relegation; Kursiv: Statistik nicht vollständig)